# Museum Cabour WOII & 2/4 Lansiers
Het Museum Cabour WOII & 2/4 Lansiers is een militair museum in de Belgische deelgemeente Adinkerke, vlak bij de Cabourduinen. Het museum belicht aan de hand van diorama's de geschiedenis van het 2e en 4e regiment Lansiers en gebeurtenissen tijdens de Eerste en Tweede Wereldoorlog die een impact hadden op de regio.

## Historiek

### Hospitaal
Op deze locatie werd in 1915 een militair hospitaal ingericht op last van dokter Léopold Mélis, algemeen inspecteur van de Gezondheidsdienst van het Belgisch Leger. Het bestond uit 19 paviljoenen met een 500-tal bedden en 3 paviljoenen voor het personeel, onder leiding van chirurg Paul Derache. Meer dan 2500 militairen kregen hier in de periode van 26 april 1915 tot 12 maart 1917 een medische behandeling. Het sterftepercentage was 6,8%. Later werd het militaire hospitaal omgevormd tot algemeen ziekenhuis onder leiding van dokter Pierre Nolf tot de sluiting in februari 1920. Meer dan 8000 zieken werden hier verzorgd.

### Evolutie van hospitaal naar museum
In 1971 aanvaardde de gemeente De Panne het peterschap van het 2e Regiment Lansiers. Na samenvoeging met het 4e Regiment Lansiers in 1994 en de uiteindelijke ontbinding in 2010 werd het patrimonium verdeeld onder de petersteden. Belangrijk voor het museum was de aankoop van de collectie van Robert Moeyaert. Onder meer de operatie Dynamo, de bouw van de Atlantikwall, winterhulp, het instellen van een sperrgebiet en de vluchtelingenstroom worden belicht aan de hand van voorwerpen die deel uitmaken van de collectie.

## Galerij

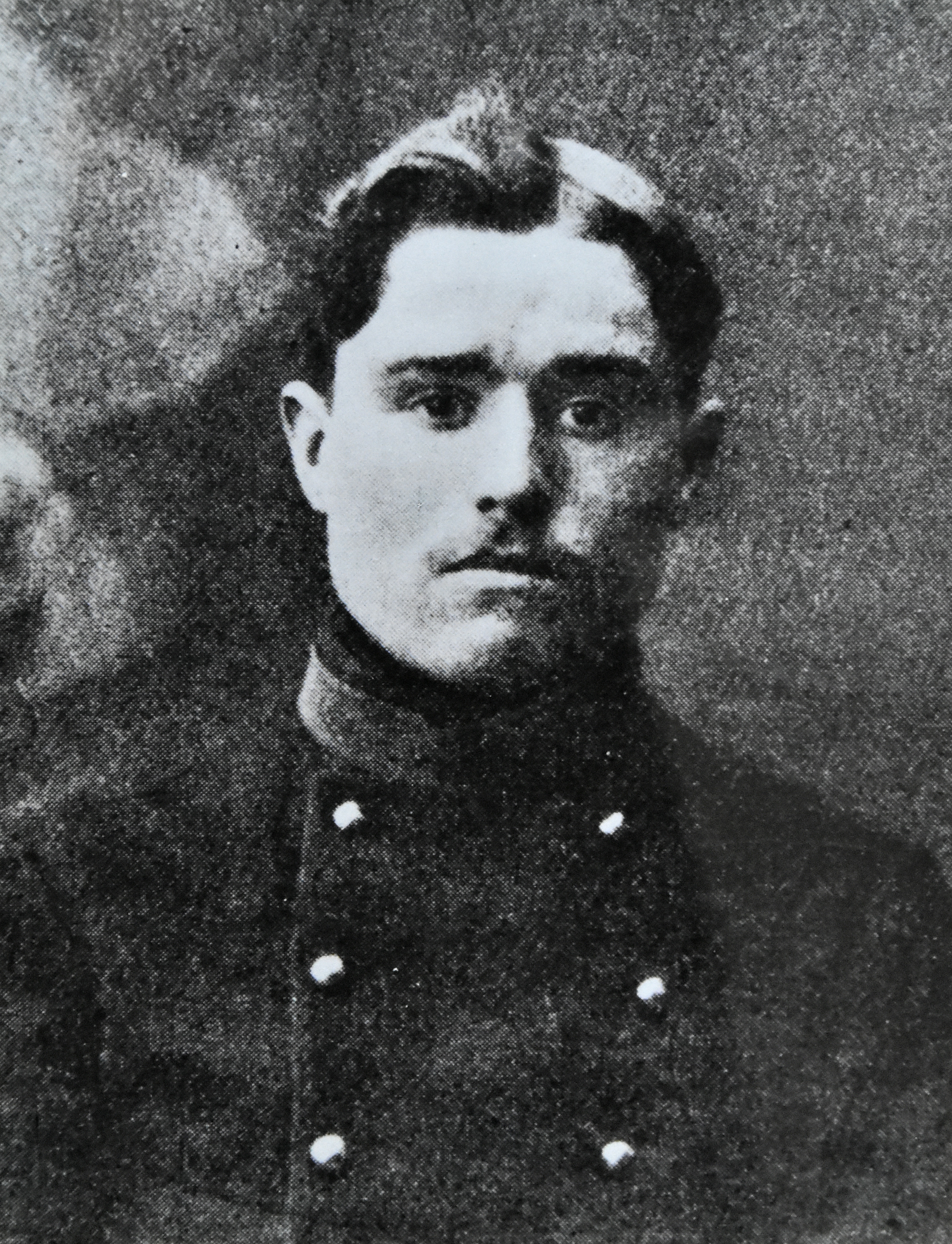
Antoine Fonck van het 2e Regiment Lansiers, die als eerste Belgische militair sneuvelde tijdens Wereldoorlog I
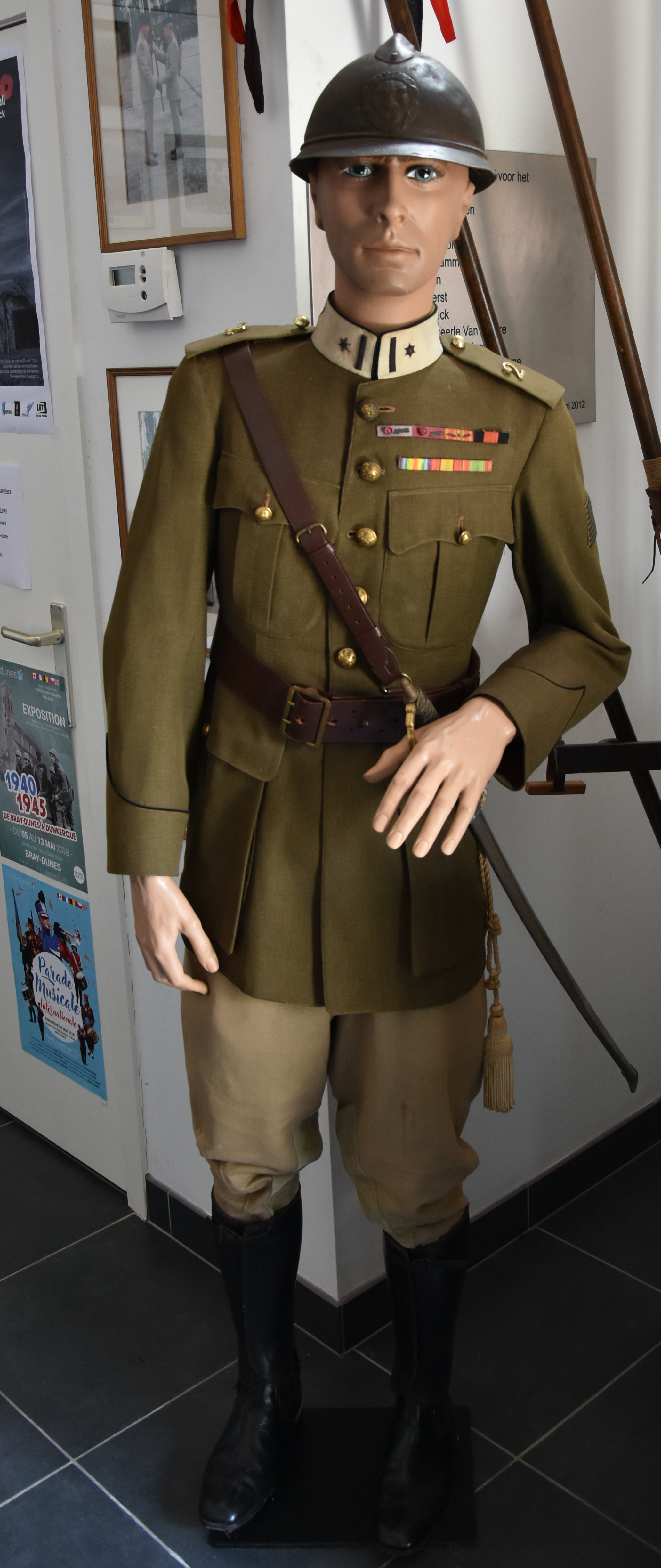
Een majoor (Wereldoorlog I) van de Lansiers
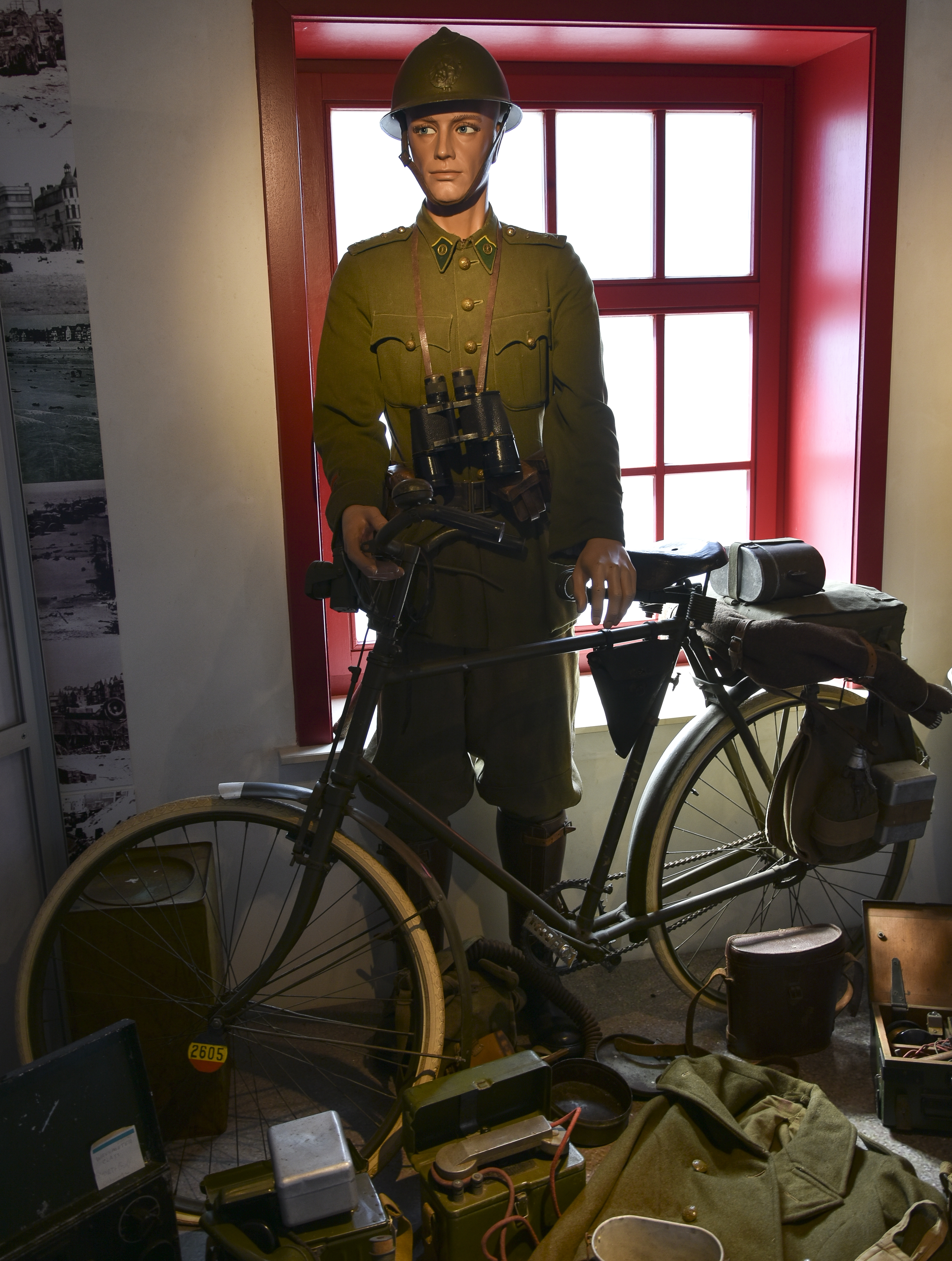
Een cyclist van het Belgisch Leger
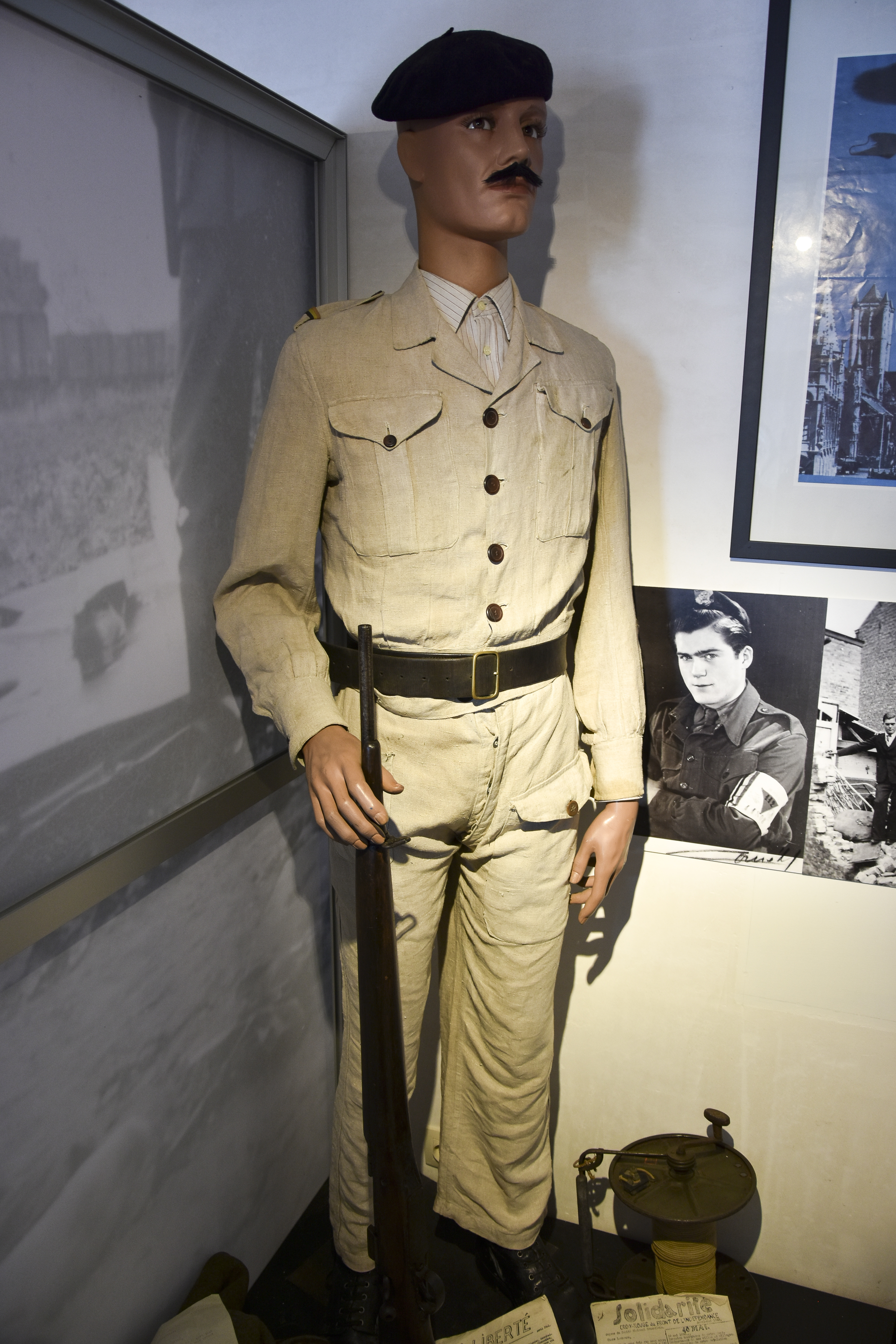
Een lid van de Witte Brigade, een Belgische verzetsgroep

## Bron
- Infoborden ter plaatse en de toelichtingen door conservator Guido Mahieu